# Guerrero en reposo
Guerrero en reposo, más conocida como El muerto, es una escultura de Jaime Piedrahíta Rivera ubicada en la ciudad de Santiago de Cali, en Colombia.

## Historia
La obra fue realizada por el artista Jaime Piedrahíta Rivera para un festival de arte realizado en la ciudad en 1964. El modelo en el que se basó Piedrahíta, Ivan Montoya, adquirió la escultura al autor por $1.800 pesos colombianos. La escultura luego pasaría a manos de la sobrina del modelo, Fanny Martínez, quien la expuso en el antejardín de su casa del barrio Colseguros, donde algunas señoras del sector empezaron a ofrecerle oraciones. En 1969 la escultura se muda con su dueña al barrio Miraflorez, donde actualmente se sitúa. Al igual que en su anterior ubicación, la escultura empezó a recibir, sin explicación alguna, ofrendas florales y oraciones por parte de la comunidad.

### La Calle del Muerto
En 1952 aparece en la calle donde actualmente está la escultura un hombre muerto. Este hombre habría sido asesinado en el barrio Guayaquil y fue dejado en el sitio al no poder seguir cargando el cadáver ante la proximidad del amanecer. Desde entonces la calle comenzó a llamarse La Calle del Muerto. Posteriormente con la llegada de la escultura al barrio, esta se adhirió a la leyenda popular que empezó a relacionar el monumento con el primer muerto por violencia en la ciudad, el primer muerto por amor e incluso con la muerte de un habitante de calle que siempre mantenía en aquel lugar.

## Descripción
La escultura representa un hombre desnudo que descansa o reflexiona. El hombre se extiende sobre una banca que le da soporte.